# 山东省人民政府
山东省人民政府，是中华人民共和国山东省的省级地方行政机关。

## 沿革
1940年8月17日，中共中央决定成立山东省战时工作推行委员会。1943年8月，改称山东省战时行政委员会。1945年8月，山东省行政移交中共山东省政府。
1949年12月，山东省人民政府正式成立。1955年3月改称山东省人民委员会。1967年3月成立山东省革命委员会。1979年12月，山东省革命委员会撤销，复设山东省人民政府。

## 职权
根据《中华人民共和国地方各级人民代表大会和地方各级人民政府组织法》第七十三条，县级以上的地方各级人民政府行使下列职权：
1. 执行本级人民代表大会及其常务委员会的决议，以及上级国家行政机关的决定和命令，规定行政措施，发布决定和命令；
2. 领导所属各工作部门和下级人民政府的工作；
3. 改变或者撤销所属各工作部门的不适当的命令、指示和下级人民政府的不适当的决定、命令；
4. 依照法律的规定任免、培训、考核和奖惩国家行政机关工作人员；
5. 编制和执行国民经济和社会发展规划纲要、计划和预算，管理本行政区域内的经济、教育、科学、文化、卫生、体育、城乡建设等事业和生态环境保护、自然资源、财政、民政、社会保障、公安、民族事务、司法行政、人口与计划生育等行政工作；
6. 保护社会主义的全民所有的财产和劳动群众集体所有的财产，保护公民私人所有的合法财产，维护社会秩序，保障公民的人身权利、民主权利和其他权利；
7. 履行国有资产管理职责；
8. 保护各种经济组织的合法权益；
9. 铸牢中华民族共同体意识，促进各民族广泛交往交流交融，保障少数民族的合法权利和利益，保障少数民族保持或者改革自己的风俗习惯的自由，帮助本行政区域内的民族自治地方依照宪法和法律实行区域自治，帮助各少数民族发展政治、经济和文化的建设事业；
10. 保障宪法和法律赋予妇女的男女平等、同工同酬和婚姻自由等各项权利；
11. 办理上级国家行政机关交办的其他事项。

## 机构设置
根据《山东省机构改革方案》，除山东省人民政府办公厅外，山东省人民政府设置组成部门24个，直属特设机构1个，直属机构10个，部门管理机构8个。
山东省人民政府设置下列机构：
- 山东省人民政府办公厅

### 组成部门
- 山东省发展和改革委员会
- 山东省教育厅
- 山东省科学技术厅
- 山东省工业和信息化厅
- 山东省民族宗教事务委员会
- 山东省公安厅
- 山东省民政厅
- 山东省司法厅
- 山东省财政厅
- 山东省人力资源和社会保障厅
- 山东省自然资源厅
- 山东省生态环境厅
- 山东省住房和城乡建设厅
- 山东省交通运输厅
- 山东省水利厅
- 山东省农业农村厅
- 山东省商务厅
- 山东省文化和旅游厅
- 山东省卫生健康委员会
- 山东省退役军人事务厅
- 山东省应急管理厅
- 山东省审计厅
- 山东省人民政府外事办公室

（办公厅挂参事室、口岸办公室牌子；科学技术厅挂外国专家局、黄河三角洲农业高新技术产业示范区管理委员会牌子；工业和信息化厅挂国防科学技术工业办公室牌子；自然资源厅挂林业局牌子；水利厅挂南水北调工程建设管理局牌子；农业农村厅挂乡村振兴局牌子；文化和旅游厅挂文物局牌子；卫生健康委员会中医药管理局牌子。）

### 直属特设机构
- 山东省人民政府国有资产监督管理委员会

### 直属机构
- 山东省市场监督管理局
- 山东省广播电视局
- 山东省体育局
- 山东省统计局
- 山东省医疗保障局
- 山东省机关事务管理局
- 山东省国防动员办公室
- 山东省人民政府研究室
- 山东省大数据局

（市场监督管理局挂知识产权局牌子；国防动员办公室挂人民防空办公室牌子。）

### 直属事业单位
- 齊魯工業大學
- 山东社会科学院
- 山东第一医科大学
- 山东省煤田地质局
- 尼山世界儒学中心
- 中国国际贸易促进委员会山东省委员会
- 山东省工程咨询院
- 山东广播电视台
- 山东省供销合作社联合社
- 山东省轻工集体企业联社
- 山东省公共资源交易中心
- 山东省人民政府驻北京办事处

（齐鲁工业大学挂山东省科学院牌子。山东第一医科大学挂山东省医学科学院牌子。省工程咨询院挂省政府投资项目评审中心牌子。省公共资源交易中心挂省政府采购中心牌子。）

### 部门管理机构
- 山东省信访局，由省政府办公厅管理。
- 山东省能源局，由省发展改革委管理。
- 山东省粮食和物资储备局，由省发展改革委管理。
- 山东省监狱管理局，由省司法厅管理。
- 山东省海洋局，由省自然资源厅管理。
- 山东省畜牧兽医局，由省农业农村厅管理。
- 山东省海洋与渔业执法监察局，由省农业农村厅管理。
- 山东省药品监督管理局，由省市场监管局管理。

### 派出机构
- 济南新旧动能转换起步区管理委员会

## 历任领导
| 省长 …… - 龔正（2017年4月至2020年4月） - 李干杰（2020年4月至2021年9月） - 周乃翔（2021年9月至今） 常务副省长 …… - 王书坚（2015年4月－2022年6月） - 曾赞荣（2022年6月－2024年1月） - 张海波（2024年3月－） 秘书长 …… - 申长友（2018年3月－2020年7月） - 宋军继（2020年9月－2024年1月） - 徐闻（2024年1月至今） | 副省长 …… - 于国安（2017年7月－2021年2月） - 任爱荣（2017年7月－2021年1月） - 孙继业（2018年1月－2023年1月） - 杰（2018年1月－2020年7月） - 刘强（2018年9月－2020年6月） - 凌文（2019年5月－2023年1月） - 范华平（2019年7月－2023年1月） - 汲斌昌（2020年6月－2022年6月） - 傅明先（2021年2月－2022年6月） - 曾赞荣（2021年2月－2022年6月） - 王心富（2021年3月－2022年6月） - 李猛（2021年5月－2022年6月） - 江成（2022年7月－2022年12月） - 范波（2022年7月－2024年5月） - 宋军继（2022年12月至今） - 周立伟（2023年1月－2025年1月） - 陈平（2023年1月至今） - 李伟（2023年1月－2025年5月） - 邓云锋（2023年1月－2025年1月） - 王桂英（2023年1月至今） - 温暖（2024年7月至今） - 孙喜民（2025年2月至今） |